# Movimiento valón

El gallo atrevido, símbolo de Valonia.

El movimiento valón es el conjunto de movimientos políticos belgas que reivindica la existencia de una identidad valona y de Valonia y/o que defienden que la lengua y cultura francesa se encuentren en el "contrato de 1830" el cual defiende los derechos lingüísticos de los francófonos en Bélgica.
Este movimiento posee una perspectiva principalmente lingüística pero también consta de una faceta política y socioeconómica. Ha contribuido a grandes transformaciones en el estado belga, particularmente a su regionalización.

## Historia
Los historiadores están de acuerdo en que el movimiento político valón comenzó en 1880 con la fundación de un "movimiento de defensa valón y francófono" después de las primeras leyes lingüísticas de la década de 1870. Para los historiadores como Lode Wils, el movimiento nació como un movimiento de colonización administrativa de Flandes. Tomó entonces el carácter de un movimiento que afirmaba la existencia de Valonia y una identidad valona sin renunciar a la defensa de Francia. Valonia fue reivindicada tímidamente desde 1898, pero se convirtió en la principal reclamación desde 1905 con un clímax en el Congreso de Valonia de 1912 y en la "Carta al rey" de Jules Destrée.
La Primera Guerra Mundial y una reactivación del patriotismo belga supusieron un freno al movimiento y este se desactivó. Los militantes valones se unieron en la década de 1930 bajo el patrocinio de la Concentración valona donde nacieron de nuevo las ideas radicales de 1912, dando lugar a las leyes lingüísticas de 1932. Durante la Segunda Guerra Mundial, varios activistas se distinguieron en la Resistencia formando varias agrupaciones clandestinas. Esta guerra mundial radicalizó aún más el movimiento que, por primera vez, habla de ideas de independencia, y que conducirá a su participación activa en la Cuestión Real en 1950. Luego sigue una pausa de una década que termina con la Huelga general de invierno de 1960 – 61 con André Renard, quien unió el movimiento valón y las reivindicaciones de los trabajadores. La Ley Gilson de 8 de noviembre de 1962 y la transferencia de Voeren de la Provincia de Lieja a Provincia de Limburgo dio lugar a una lucha política y lingüística con alguna violencia durante los años 70 y 80. Voeren todavía es considerado por los activistas valones como parte de la Valonia ocupada por Flandes,